# Józsa Miklós
Józsa Miklós (Budapest, 1961. június 30. –) labdarúgó, kapus.

## Pályafutása
1980-ban került a Ferencvárosból a Bp. Építőkbe. 1981 nyarán visszakerült az anyaegyesületébe. Ezután Beles Ferenc ellenértékeként a Kecskeméti SC játékosa lett, de rövidesen behívták katonának. 1981 szeptemberétől 1983 februárjáig a Mezőtúri Honvédban szerepelt.
1983. február 23-án mutatkozott be a Ferencváros első csapatában, egy barátságos nemzetközi mérkőzésen (Ferencváros-Vagonak Poprad 4-2). Első tétmérkőzése 1984. november 25-én volt Tatabányán, amikor a Fradi bajnoki mérkőzésen 4-1-re győzött a Tatabányai Bányász ellen. Az 1985-86-os idényben egy évet a Tatabányánál töltötte. 1986 és 1991 között a Ferencvárossal két bajnoki ezüst- és egy bronzérmet, egy magyar kupa győzelmet szerzett a csapattal. Az 1988–89-es idényben a legjobb ferencvárosi játékosnak járó Toldi-vándordíjjal jutalmazták teljesítményét. A Fradiban összesen 169 mérkőzésen szerepelt (87 bajnoki, 65 nemzetközi, 17 hazai díjmérkőzés). Egy mérkőzésen mezőnyjátékosként lépett pályára.
1991 októberében az NB II-es Ganz Danubiusban játszott néhány mérkőzést. 1991 és 1994 között egy idényt ismét Tatabányán játszott, majd két idényt a Videotonban. 1995 nyarán az akkor NB III-as Gázszer FC-hez szerződött.

## Sikerei, díjai
- Magyar bajnokság
  - 2.: 1988–89, 1990–91
  - 3.: 1989–90
- Magyar kupa
  - győztes: 1991
- Toldi-vándordíj: 1988–89
- Golden Gate-díj: 1989–90